# 崖の上のポニョ
『崖の上のポニョ』（がけのうえのポニョ）は、2008年7月19日に公開されたスタジオジブリ制作の日本のアニメーション映画。原作・脚本・監督は宮崎駿。
宮崎の長編監督作品としては2004年（平成16年）の『ハウルの動く城』以来4年ぶり、原作・脚本・監督のすべてを担当するのは2001年（平成13年）公開の『千と千尋の神隠し』以来7年ぶりの作品。また、宮崎駿にとっては1979年（昭和54年）公開の『ルパン三世　カリオストロの城』から10作目の監督作品となった。
海沿いの街を舞台に、「人間になりたい」と願うさかなの子・ポニョと5歳の少年・宗介の物語。
興行収入155億円、観客動員数1280万人に到達し、当時の日本映画歴代興行収入ランキングでは『千と千尋の神隠し』『ハウルの動く城』『もののけ姫』『踊る大捜査線 THE MOVIE 2 レインボーブリッジを封鎖せよ!』に次ぐ第5位となった。また、日本歴代興行収入ランキングでは『ハリー・ポッターと秘密の部屋』に次ぐ第8位となった。これにより、日本映画（邦画）の歴代興行収入上位5作品のうち4作品が宮崎駿監督作品という、まさにその人気と影響力を顕示する驚異的な記録となった。

## キャッチコピー
- 生まれてきてよかった。
- 子どもの頃の約束は、永遠に忘れない。（テレビで短期間のみ用いられたコピー）
- 半径3m以内に 大切なものは ぜんぶある。 -宮崎駿-（アサヒ飲料 三ツ矢サイダーのCMコピー）

## あらすじ
魚の女の子・ポニョは、海の女神である母・グランマンマーレと魔法使いの父・フジモトに育てられている。ある日、家出をして海岸へやってきたポニョは、空き瓶に頭が挟まっていたところを、保育園児の宗介に助けられる。宗介は魚のポニョが好きになり、ポニョも宗介が好きになる。ところが、ポニョがいなくなったことに気づいたフジモトに追いかけられて捕まり、ポニョは海底に連れ戻されてしまう。
フジモトは、海底にある家の井戸に、"命の水"を蓄えていた。その井戸が一杯になると、忌まわしき人間の時代が終わり、再び海の時代が始まるのだという。ポニョは、宗介に会うために家から逃げ出そうとして、偶然に、その井戸へ海水を注ぎ込んでしまう。すると命の水はポニョの周りに溢れ出し、ポニョは人間の姿へと変わる。強い魔力を得た彼女は激しい嵐を呼び起こし、津波に乗りながら宗介の前に現れて、宗介に飛びついて抱きしめる。宗介は、女の子の正体が魚のポニョであるとすぐに気づいて、彼女が訪れたことを嬉しがる。
一方、フジモトは、"ポニョが世界に大穴を開けた"と言って、このままでは世界が破滅すると慌て出す。しかし、グランマンマーレは、ポニョを人間にしてしまえば良いのだとフジモトに提案する。古い魔法を使えば、ポニョを人間にして、魔法を失わせることができるのだ。だが、それには宗介の気持ちが揺らがないことが条件だった。さもなくば、ポニョは泡になってしまうという。
嵐が落ちつくと、宗介の母・リサは、彼女が勤めている老人ホーム「ひまわりの家」の様子を見に出かけていく。翌朝、宗介はポニョと一緒にリサの後を追うと、途中でポニョは眠り出し、魚の姿に戻ってしまう。そこへやってきたフジモトが、二人を海底に沈んでいるひまわり園まで連れて行くと、そこにはリサとグランマンマーレが待っていた。
グランマンマーレは、宗介が心からポニョを好きなことと、ポニョが魔法を捨てても人間になりたいことを確かめて、ポニョを人間にする魔法をかける。ポニョと宗介が陸に戻り、ポニョにキスをすると、ポニョの姿は5歳の女の子に変わったのだった。

## 登場人物・キャスト
ポニョ
声 - 奈良柚莉愛
本作のヒロイン、魚の女の子。本名は「ブリュンヒルデ」。年齢は5歳。フジモトとグランマンマーレの娘。外界に強い興味を持ち、フジモトの目を盗んで家出を試みるが、運悪くジャムの空き瓶に嵌って困っていた所を宗介に助けられ、ぽにょっとした体型から「ポニョ」と名付けられる。当人はいたく気に入った様で、以後はこの名で通している。
トキからは「人面魚」と呼ばれる。先述のジャムの瓶を割って指先を切った宗介の血液（傷口）を舐めて半魚人になる力を得、一度はフジモトに抑えられるが（グランマンマーレの血を引いているため魔力は強力で、元に戻すために大きな力を費やした）珊瑚の塔からの脱走の際に、深奥部の井戸の「生命の水」を浴びて、人間への変身が可能となった。魔法を使うと、体力を急激に消耗して半魚人に戻ってしまい眠ってしまう。ポニョが魔法を使って、人間に変身したため、大洪水により街が水没したり、人工衛星が落ちたりと世界に大穴を開けてしまったが、母親であるグランマンマーレが 人間になるための条件として、魔法を捨てることを提示し、ポニョはそれを受け入れたため、世界の綻びは閉じられることになった。幼いため言葉がややたどたどしい。
最初に宗介に食べさせてもらったハムが大好物で、宗介の弁当や差し入れでのサンドイッチでもハムだけを真っ先に食べるほど。人語を解し、バカにされると相手に水鉄砲を放つ（ただし、宗介に対しては愛情表現である）。
宗介（そうすけ）
声 - 土井洋輝
本作の主人公。保育園「ひまわり園」に通っている、おかっぱ頭の少年。年齢はポニョと同じく5歳。明るい性格で正義感が強く、崖の下で出会ったポニョを守ろうと奮闘する。
実の両親（リサ、耕一）を呼び捨てで呼ぶ（ポニョと同じ、また両親のほうも呼び捨てられることをなんとも思っていない）。
5歳児にしては様々な知識を持ち合わせており、古代魚の名前を言えたり、親譲りとはいえモールス信号を使って航行中の船舶に信号を送るなどの技能を身につけているようだが、海に金魚が生息していないことを知らないなど、その知識には偏りがある。
名前は、夏目漱石の小説『門』の主人公「崖の下の家にひっそりと暮らす野中宗助」から取られていると言う。
リサ
声 - 山口智子
25歳。耕一の妻で、宗介の母。宗介と耕一から「リサ」と呼ばれている。保育園の隣にあるデイケアサービスセンター「ひまわりの家」で働いている｡「リサ・カー」と呼ばれる軽自動車（三菱・ミニカトッポ）で、海沿いのワインディングロードを駆け抜ける。スーパーでの買出しの大荷物を軽々と持ち上げるほどの力持ちで、運転中にサンドイッチを貪るなど危なっかしく、行動に無鉄砲な所もあるが、優しい性格。夫婦仲は良好でそれだけに、夫が帰れなくなると不貞寝したり、信号灯のモールス信号で罵倒したりすることもある。
耕一（こういち）
声 - 長嶋一茂
30歳。リサの夫で、宗介の父。宗介とリサから「耕一」と呼ばれている。内航貨物船「小金井丸」船長。仕事柄、家を留守にしていることが多いが、家族を愛しており、宗介を自慢の息子と思っている。
フジモト
声 - 所ジョージ
ポニョの父。かつては人間だったが、人類の破壊性に愛想を尽かし、現在は海の眷属（けんぞく）として生きる魔法使い。自身の経験からポニョの人間界への興味に反対を示しており、ポニョおよびポニョの妹達には反抗心を持たれている。海中では自作の潜水艦「ウバザメ号」を駆り、水魚などの魔物を操る力や、水棲生物を除ける結界を張る能力を持つ。生物によって張る結界が異なり、作中ではカニ除けの結界が切れたことにより彼らの進入を許していた。海底にある珊瑚で出来た塔に住み、クラゲなど海棲生物の増殖を行っている。1907年前後から、魔法で海水を浄化・精製した「生命の水」の抽出を開始し、珊瑚の塔の内部にある井戸に貯蔵している。フジモトは「生命の水」の力を使ってカンブリア紀のような「海の時代」の再来を夢見ていたが、ポニョにより「生命の水」をすべて奪われてしまった。さらにはポニョ自身が取り込んだ魔法をどんなものか分からないまま見境なく使用したせいで月と地球が接近し、人工衛星の落下や潮汐力増大に伴う津波が発生したことから、混乱の解決に奔走することになった。
鼻は高く、ポニョと同じく髪は赤毛で、スマートな長躯の持ち主である。皺が多く、珍妙な化粧をしている。海中、陸上問わず、ストライプの入ったジャケットを着こなし、時に上着をマントのように羽織っている。珊瑚の塔の室内には複数のジャケットが吊るしてあり、本編内でも複数の柄のジャケットを着用している。実の娘のポニョからは「悪い魔法使い」呼ばわりされることもあるが､「ひまわりの家」の老人たちからは悪い人ではないと評されている。元々は人間だったため陸上でも活動出来るが、肌の乾燥を防ぐため海洋深層水を周囲に散布する。しかし、リサには庭に除草剤を蒔き散らす変人と思われるなど、不審者に間違えられることもある。海中では窒息を防ぐため、頭部をマスクのような泡で覆っている。
グランマンマーレとの間にはポニョら娘達を多くもうけた。しかし､「海なる母」としての存在であるグランマンマーレをフジモト一人が独占することは許されないため、止むを得ずグランマンマーレと離れ離れに暮らしており、ポニョら子供達を男手一つで育てている。
若い頃は『海底二万里』に登場する潜水艦「ノーチラス号」にて唯一の東洋人乗組員として働いていたが、グランマンマーレに出会い恋に落ちて結ばれ、海棲生物を育てる魔法使いになったとされている。なお本編中では、人間を辞める際の苦労を振り返る発言があるが、魔法使いになる迄の前歴を示す描写はない。
終盤では人間の優しさによって改心して、宗介とポニョに謝罪し、「ポニョをよろしく頼む」と、父親としてポニョの今後を宗介に託した。
グランマンマーレ
声 - 天海祐希
ポニョの母で、フジモトの妻。フジモトにとって頭が上がらない存在である。公式設定では海なる母とされており、海全体の女神のような存在。海中での光り輝く姿を見た船員らからは「観音様」と呼ばれていた。大きさを人間大から大型船超まで自由自在に変えることが出来ていて、ポニョ曰く「とても怖い」。神であるため、美しい容貌のまま何時までも歳を取らない。フジモトとは対照的にポニョの人間への興味を支持しており、ポニョからもよく慕われている。ポニョは彼女の血を引いているため、強い魔力を持っている。
また、公式設定では、正体はチョウチンアンコウであり、他にも男がいるとされている。チョウチンアンコウの交尾はオスがメスに噛み付き、一体化するため、他の男はグランマンマーレに吸収されたか別に暮らしていると考えられる。
ポニョの妹達
声 - 矢野顕子
百匹近くもの数がいて、姉のポニョを慕っている。ポニョが解放した「生命の水」の力で巨大魚に変化する。
水魚
声 - 所ジョージ
フジモトが操る魔物。一見するとただの波のようだが、目が2つあり自分の意思を持つ。フジモトの命により、ポニョを連れ帰った宗介を監視したり、フジモトを自らの背に乗せることも出来る。その姿は子供にしか見えないとされている。
声のキャストはフジモトと同じく所ジョージが務めた。
トキ
声 - 吉行和子
「ひまわりの家」の利用者で、電動車椅子に座っている。他の住人と異なり、憎まれ口を叩いてばかりいるが、根は優しい。
宮崎駿の母がモデルとされている（前出「プロフェッショナル」など）。水が怖いらしく、ポニョに最初に出会った時、「人面魚だ、津波が来る」といい、「人面魚」とバカにされて怒ったポニョに水をかけられてしまった。しかし、終盤でフジモトの策略に操られている宗介に「フジモトに騙されちゃダメ」と忠告し、克服して水に当たっても我慢して、宗介とポニョを守った。
ヨシエ
声 - 奈良岡朋子
「ひまわりの家」の利用者。トキと同じく車椅子に座っている。宗介を実の孫のように可愛がるなど心優しい老人。耳は悪くないが老齢ということもあってか自信を持てず、実際には聞こえていても空耳と勘違いすることもある。
カヨ
声 - 左時枝
「ひまわりの家」の利用者で、ヨシエと一緒に行動することが多い。若いころはキャリアウーマンだったらしい。
婦人
声 - 柊瑠美
ポニョと宗介が出会った子連れの女性。昭和30年代風の古風な出で立ちで、おっとりとしている。
アナウンサー
声 - 羽鳥慎一（日本テレビアナウンサー〈当時〉）
テレビのニュース番組で、緊急の気象情報（台風）を伝える。
クミコ
声 - 平岡映美
「ひまわり園」の園児で、宗介の女友達。勝気でおしゃまな女の子でおしゃれが大好き。しかし、ポニョとは気が合わない。バカにされた事に怒ったポニョが顔面に向かって水をかけ、せっかくの新しい服がびしょ濡れになった為、大声で泣き出した。洪水になった時はすでに立ち直っていて、宗介が乗ったポニョの魔法で巨大化したボートに乗りたがっていた。
カレン
声 - 大橋のぞみ
「ひまわり園」の園児。いつもぼーっとしている女の子。
その他キャスト
竹口安芸子、山本与志恵、片岡富枝、田畑ゆり、佐々木睦、山本道子、金沢映子、斎藤志郎、石住昭彦、田中明生、脇田茂、つかもと景子、山本郁子、沢田冬樹、渋谷はるか、川辺邦弘、手塚祐介、柳橋朋典、塚本あい

## スタッフ

### クレジット表記について
本作のスタッフクレジットは従来のジブリ作品と異なり、「このえいがをつくった人」として全出演者とスタッフの名前が50音順に表記されている。役名や肩書きなしに氏名だけが表記され、誰が何を担当したのか判らないという珍しい作りで、その後は「スタジオジブリ」「おわり」の順となっている。この様式は次作の『借りぐらしのアリエッティ』でも採用されている。そのため、本来使われるスタッフクレジットは、後年発売されたDVDのジャケット裏面で型に埋めるような形で記載された。
なお、オープニングではタイトルの前に「はじまり」という異例の演出が取り入れ、キャスト・スタッフは代表的な人物数人のみであるものの、担当した業種も添えて表示されている。

### スタッフ一覧
| 製作                                | 製作                                | 星野康二 |
| 原作 脚本 監督                      | 原作 脚本 監督                      | 宮崎駿 |
| プロデューサー                      | プロデューサー                      | 鈴木敏夫 |
| 作画監督                            | 作画監督                            | 近藤勝也 |
| 作画監督補                          | 作画監督補                          | 高坂希太郎、賀川愛、稲村武志、山下明彦 |
| 原画                                | 原画                                | 田中敦子、山田憲一、芳尾英明、山森英司、小野田和由、松尾真理子、古屋勝悟、鈴木麻紀子、 田村篤、米林宏昌、横田匡史、佐藤雅子、今野史枝、廣田俊輔、二木真希子、大塚伸治、 浜洲英喜、小西賢一、栗田務、杉野左秩子、箕輪博子、武内宣之、山川浩臣、末吉裕一郎、 橋本敬史、本田雄 |
| 動画チェック                        | 動画チェック                        | 舘野仁美 |
| 動画チェック補                      | 動画チェック補                      | 中込利恵、藤井香織 |
| 動画                                | 動画                                | 手島晶子、斎藤昌哉、大村まゆみ、中村勝利、アレキサンドラ・ワエラルフ、鈴木まり子、大橋実、山田伸一郎、 高橋もよ、石角安沙美、檜垣恵、三浦智子、東裕子、松村舞子、北澤康幸、真野鈴子 西戸スミエ、東誠子、槇田喜代子、土岐弥生、椎名律子、大谷久美子、富沢恵子、藤森まや、 大友康子、矢地久子、梅林由加里、宮田知子、渡辺恵子、太田久美子、岩柳恵美子、松下敦子、 寺田眞佐子、国島裕子 谷平久美子、山浦由加里、中里舞、菅原隆人、金子由紀江、中西雅美、小山正清、福井理恵、 鈴木理沙、大谷茜、田名部節也、岩上由武、中野洋平、佐川芳美、高村和宏、保坂恒、 西河広美、寺田久美子、伊藤かおり、近藤梨恵、黄順河、増田朋世、久保田彩、奥山鈴奈、 大原真琴、石井邦俊、沖田博文、松本恵、三谷暢之、元矢陽子、高瀬有奈、市村俊太郎、 矢永沙織、鈴木和音、中村恵美、高島孝広、斉藤ゆか、小島知之、佐藤充夫、上田祐平 |
| 作画協力                            | 作画協力                            | アニメトロトロ、中村プロダクション、スタジオたくらんけ、スタジオコクピット、 動画工房、GONZO、ブレインズ・ベース、竜の子プロダクション、スタジオカラー |
| 美術監督                            | 美術監督                            | 吉田昇 |
| 美術監督補                          | 美術監督補                          | 田中直哉、春日井直美、大森崇 |
| 背景                                | 背景                                | 伊奈涼子、芳野満雄、平原さやか、福留嘉一、長田昌子、渡邊洋一、矢野きくよ、高松洋平、 西川洋一、佐藤詩穂、増山修、武重洋二 男鹿和雄 |
| 色彩設計                            | 色彩設計                            | 保田道世 |
| 色指定補                            | 色指定補                            | 山田和子、田村雪絵、熊倉茜 |
| デジタルペイント                    | デジタルペイント                    | 森奈緒美、高橋広美、古城理恵、斉藤清子、石井裕章、齋藤純也、松島英子、土居真紀子、 竹野裕美、谷香織 T2 Studio 桐生春奈、南城久美、清水亜紀子、和田佳澄、柴田好美、渡辺奈津美、川又史恵、垣田由紀子 |
| 映像演出                            | 映像演出                            | 奥井敦 |
| デジタル撮影                        | デジタル撮影                        | 藪田順二、田村淳、芝原秀典、三好紀彦、佐藤美樹 |
| デジタル特効                        | デジタル特効                        | 糸川敬子 |
| プログラマー                        | プログラマー                        | 井上雅史、岩沢駿 |
| 音響制作                            | 音響制作                            | 東北新社 |
| 録音演出                            | 録音演出                            | 木村絵理子 |
| 整音                                | 整音                                | 井上秀司 |
| 整音助手                            | 整音助手                            | 今泉武、澁澤裕美子 |
| 音響効果制作                        | 音響効果制作                        | デジタルサーカス |
| 音響効果                            | 音響効果                            | 笠松広司 |
| 効果助手                            | 効果助手                            | 松永芳樹 |
| フォーリー                          | フォーリー                          | 山口美香 |
| キャスティング                      | 会社                                | PUG POINT・JAPAN |
| キャスティング                      | プロデュース                        | 畠中基博、佐藤あゆみ |
| 録音スタジオ                        | 録音スタジオ                        | 東京テレビセンター |
| 音響制作協力                        | 音響制作協力                        | NATS日本自動車大学校 |
| 音楽 指揮 ピアノ                    | 音楽 指揮 ピアノ                    | 久石譲 |
| 演奏                                | 演奏                                | 新日本フィルハーモニー交響楽団 |
| コンサートマスター                  | コンサートマスター                  | 崔文洙 |
| ヴォイス                            | ヴォイス                            | 麻衣 |
| コーラス                            | コーラス                            | 栗友会合唱団 |
| マニピュレーター                    | マニピュレーター                    | 前田泰弘 |
| レコーディング&ミキシングエンジニア | レコーディング&ミキシングエンジニア | 浜田純伸 |
| 音楽収録                            | 音楽収録                            | すみだトリフォニーホール |
| 音楽制作マネージメント              | 音楽制作マネージメント              | ワンダーシティ 内田宣政、千葉香代 |
| 編集                                | 編集                                | 瀬山武司 |
| 編集助手                            | 編集助手                            | 松原理恵、角川桂子、佐々木紘美 |
| 制作担当                            | 制作担当                            | 渡邊宏行 |
| 制作デスク                          | 制作デスク                          | 伊藤郷平、望月雄一郎 |
| 制作進行                            | 制作進行                            | 仲澤慎太郎、三吉弓子 |
| ポストプロダクション                | ポストプロダクション                | 古城環、津司紀子、西原彩夏 |
| 監督助手                            | 監督助手                            | 居村健治、清川良介 |
| 制作業務担当                        | 制作業務担当                        | 野中晋輔 |
| 制作業務                            | 制作業務                            | 荒井章吉、川端俊之、西方大輔、品川徹、長澤美奈子 |
| 音楽著作権                          | 音楽著作権                          | 長井孝 |
| プロデューサー室                    | プロデューサー室                    | 白木伸子、小林一美、西村義明、内藤まゆ |
| プロデューサー補                    | プロデューサー補                    | 伊平容子 |
| 協力                                | 協力                                | 荒川格、磯前史子、岡田知子、加藤昌孝、金沢明香、金野巧、亀田勇気、川人献一、黒河内豊、後藤慎司、子安慎二、齋藤政憲、佐多美保、佐藤寿一、鈴木康弘、関慎太郎、高井真一、高橋賢太郎、田中英雄、田中博臣、土谷大輔、堂園佑子、西崎聡一、服部准、濱田美和子、林隆司、原田康久、広瀬春奈、福田啓二、藤岡孝章、保志忠郊、森田正樹、盛谷尚也、八幡麻衣子、吉池千絵、依田謙一、米澤隆太 |
| 予告篇制作                          | 予告篇制作                          | 板垣恵一 |
| 現像                                | 会社                                | IMAGICA |
| 現像                                | タイミング                          | 平林弘明、上野芳弘 |
| 現像                                | フィルム・レコーディング            | 小越将、熊倉怜 |
| 現像                                | マネージメント                      | 松本渉、真島彩 |
| 現像                                | デジタルシネマ・マスタリング        | 岡田健 |
| 現像                                | ラボ・コーディネーター              | 佐藤祐梨子 |
| 現像                                | ラボ・マネージャー                  | 川又武久、久下理 |
| DOLBY                               | フィルムコンサルタント              | 森幹生、河東努 コンチネンタル ファーイースト |
| DOLBY                               | 光学録音                            | 上田太士 |
| DOLBY                               | デジタル光学録音                    | 西尾昇 |
| dts                                 | マスタリング                        | 近田まり子、相川敦 |
| 制作                                | 制作                                | スタジオジブリ |

### 製作委員会
| 総指揮                   | 総指揮                   | 氏家斉一郎 |
| 副指揮                   | 副指揮                   | 細川知正、俣木盾夫、佐々木幹夫 |
| 代表                     | 代表                     | 久保伸太郎、高嶋達佳、佐藤孝、塚越隆行、小島順彦、高井英幸 |
| 代表委員                 | 代表委員                 | 鈴木大三 |
| 推進指揮                 | 推進指揮                 | 石井直、大森壽郎、小林健、島谷能成 |
| 推進委員                 | 推進委員                 | 室川治久 |
| 広報                     | 広報                     | 西岡純一、栗原節子、西村由美子、田村智恵子、机ちひろ、伊藤望、小見明子 |
| キャラクター商品開発     | キャラクター商品開発     | 今井知己、稲城和実、浅野宏一、安田美香、熱田尚美 |
| 出版                     | 出版                     | 田居因、平林亨子、北沢聡子、齊藤睦志、岸本卓、渋谷美音 |
| イベント担当             | イベント担当             | 橋田真、田中千義、三好寛、筒井亮子、高見典子 |
| 管理担当                 | 管理担当                 | 島宮美幸、玉川典由 |
| 管理                     | 管理                     | 一村晃夫、伊藤久代、山本珠実、伊藤純子、伊藤高康、鵜木久徳、齊藤博幸、宮坂由紀子 海老澤夏希、小久保美佐、齋藤深幸、内田沙織、藤津英子、沼沢スエ子、藤田昌子、告きよ子 |
| システム・マネージメント | システム・マネージメント | 北川内紀幸、佐々木さとみ、槙原彰治 |
| 海外プロモート           | 海外プロモート           | スティーブン・アルバート 武田美樹子、網崎直、エヴァン・マ、藤田泰聡 |
| 監査役                   | 監査役                   | 中尾博隆 |
| プロデューサー           | プロデューサー           | 中谷敏夫 |
| 実行委員                 | 実行委員                 | 日テレ 小杉善信、長崎佳子、藤本鈴子、高橋望、畠山直人、松隈美和、平方真由美 電通 若杉五馬、松下康、杉山恒太郎、島本雄二、白石統一郎 博報堂DYメディアパートナーズ 吉川和良、西川孝、安永義郎、吉田恵、矢部征嗣 ウォルト・ディズニー・スタジオ・ホーム・エンターテイメント 平野舞子、岸本光司、村中優子、山下幸郎 ディーライツ 板橋徹、山本哲也、高﨑俊哉、新井紀乃 東宝 千田諭、市川南、山内章弘、小野田光 |
| 製作担当                 | 製作担当                 | 奥田誠治、福山亮一、藤巻直哉 |
| 宣伝                     | プロデューサー           | 伊勢伸平、細川朋子 |
| 宣伝                     | 係                       | 東宝 中西藍、福田信紘、西田信貴 東宝アド 土屋勝、松木理恵子、水木雄太、篠原由樹夫、小柳道代、原美恵子、矢島洋、折原裕之 |
| 宣伝                     | 特別顧問                 | 矢部勝 |
| 特別協賛                 | 特別協賛                 | アサヒ飲料 |
| CM                       | CM                       | ローソン 山﨑文雄 |
| 特別協力                 | 特別協力                 | 読売新聞 |
| 配給                     | 配給                     | 東宝 |

## 主題歌
オープニングテーマ「海のおかあさん」（徳間ジャパンコミュニケーションズ）
作詞 - 覚和歌子 / 宮崎駿（覚和歌子「さかな」より翻案） / 作曲・編曲 - 久石譲 / 歌 - 林正子
エンディングテーマ「崖の上のポニョ」（ヤマハミュージックコミュニケーションズ）
作詞 - 近藤勝也 / 補作詞 - 宮崎駿 / 作曲・編曲 - 久石譲 / 歌 - 藤岡藤巻と大橋のぞみ
主題歌は公開よりも半年以上も前となる2007年（平成19年）12月5日に異例の先行発売となった。8歳の子役大橋のぞみと、「2人のおじさん」こと藤岡藤巻とが歌う。曲は久石の作曲・編曲。
2007年（平成19年）12月の主題歌発表会見では、海を描くのが大変で、制作がだいぶ遅れていると言い、宮崎も不機嫌であった。しかし、主題歌を聞いて「のぞみちゃんの無垢なるものの力に打ちのめされました（笑）」と顔をほころばせた。宮崎は「この曲がエンディングで流れて、気持ちにギャップが生まれないようなハッピーエンドを描く責任がある」と決意した。

## 作品解説

### モチーフ
本作はハンス・クリスチャン・アンデルセンの童話『人魚姫』（1836年発表）をモチーフとした作品とされている。しかし、『人魚姫』をそのまま原作としては使用しておらず、宮崎は「キリスト教色を払拭」するとしたうえで、舞台を現代の日本に移すなど大きな変更を行っている。ただ、ヴェネツィア国際映画祭での記者会見では、宮崎から「製作中に『人魚姫』の話に似ていると気付いたものの、元来意図的にベースとしたわけではない」という旨の発言も出ている。
なお、同記者会見において宮崎は、ポニョ発想のルーツを質問され「9歳の頃初めて読んだ文字の本がアンデルセンの人魚姫であり、そこにある『人間には魂があるが、人魚は"物"であり魂を持たない』という価値観に納得が行かなかった事が、遡ればポニョの起点なのかもしれない」と答えている。

### 世界観
本作は、ストーリーの起承転結が明確になっておらず、ほとんど伏線が存在しない。天変地異が起こっても詳しく理由が説明されることなく、全体的に消化不良のまま物語が収束するなど「スピード感と勢い」を重視しており、ファンタジーと現実社会が入り混じったストーリー構成となっている。この点について、宮崎は「ルールが何にも分からなくても分かる映画を作ろうと思った」「順番通り描いてくと、とても収まらないから思い切ってすっ飛ばした」「出会って事件が起きて、小山があって、最後に大山があってハッピーエンドというパターンをずっとやってくと腐ってくる、こういうものは捨てなきゃいけない」と話している。

## 完成までの経緯

### 作画方法の見直し
『ハウルの動く城』完成の後、しばらく宮崎が構想を練っていたものを、ジブリスタッフを伴っての制作が2006年10月に始まった。元々は今まで通りの手法で作る予定であったが、制作前にイギリスのテート・ブリテンで鑑賞したジョン・エヴァレット・ミレーの絵画、「オフィーリア」に感銘を受け、改めて作画方法について見直すことになる。
その後、宮崎が「紙に描いて動かすのがアニメーションの根源。そこに戻ろうと思う。もう一遍、自分たちでオールを漕ぎ、風に帆を上げて海を渡る。とにかく鉛筆で描く」という意向を固め、コンピューター（CG）を一切使わず、手書きによって作画されることとなった（ただし作画以降の彩色・撮影はデジタル）。作画にコンテを使うなど、絵のタッチは素朴なものになり、これまでのジブリと違った新しい試みになっていると鈴木敏夫は話している。特に海（波）の描写に力を入れているという。
その一方でジブリの背景美術たちはすごく暇になったため『スカイ・クロラ The Sky Crawlers』は半分近く描いてもらったと押井守は発言している。

### 構想段階
構想段階では、宮崎が中川李枝子の作品が好きであったために「崖の上のいやいやえん」らしいものを作ろうと考えていた。作品を作るにあたり「人魚姫」や「雪女」「安珍・清姫」などの民間伝承、童話などに数多くにある変態過程の描写と背景が「淡白」に描かれていることを踏まえ、そこを重点にしてポニョの変態過程を構成させた。

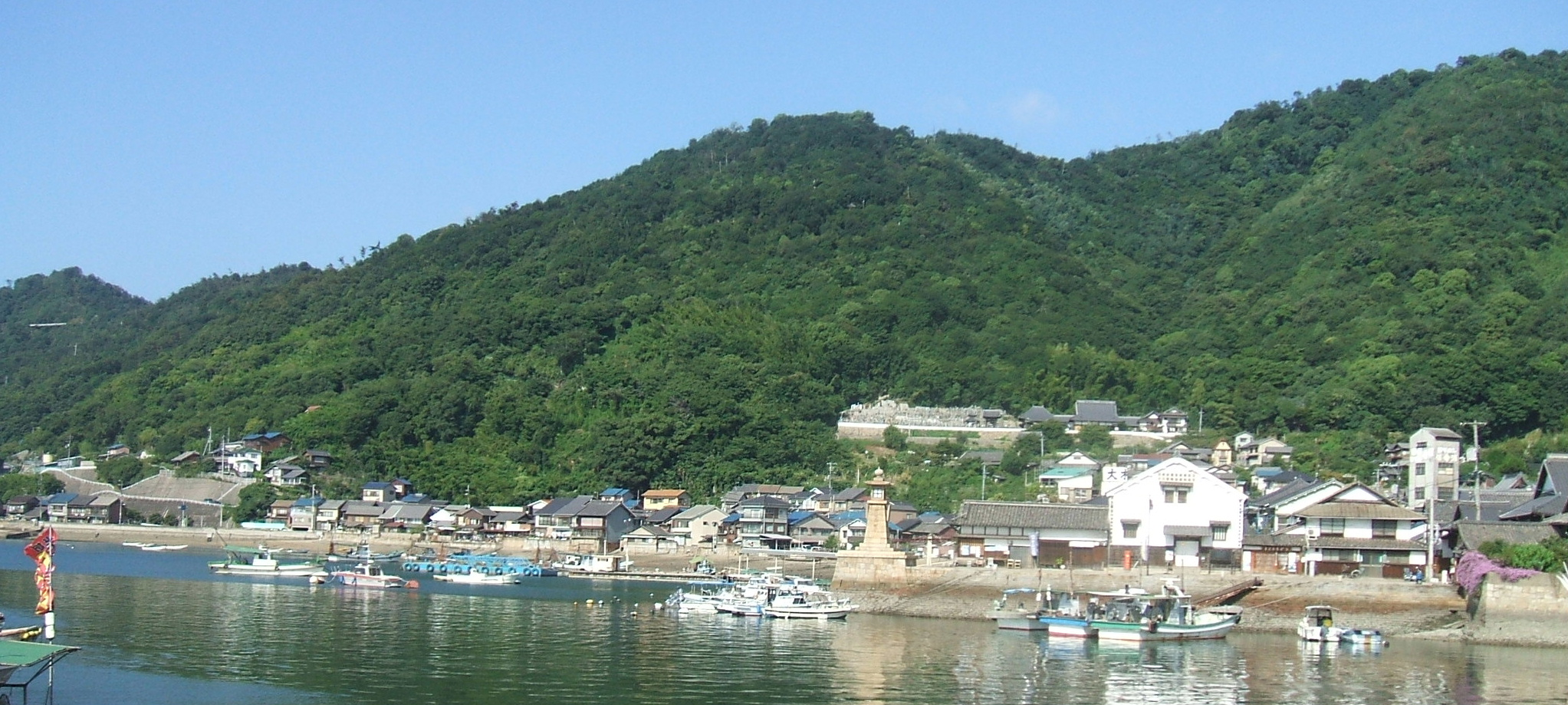
鞆の浦（広島県福山市）

海を舞台にした作品は、宮崎がいつか描きたいと長年夢見てきたが、「波を描くのが大変」という理由で、それまで踏み切れずにいた。2004年11月にスタジオジブリの社員旅行で訪れた瀬戸内海の港町である広島県福山市の鞆の浦（とものうら）を非常に気に入り、準備として2005年の春、鞆の浦の海に隣した崖の上の一軒家に2ヶ月間滞在し、さらに2006年夏、単身でこもった。本作の構想もこの時に練り、自身を極限に追いつめる鬼気迫った姿がNHKで放送された。2ヶ月間滞在では、瀬戸内と関東の屋根瓦との違いや、太平洋との波の違いに特に興味を引いた。この宮崎の行動に対し、妻の出した条件は「生きてる証拠として、毎日絵手紙を出すこと」だったという。
三鷹の森ジブリ美術館で上映されている宮崎の短編監督作『くじらとり』『水グモもんもん』『やどさがし』などからも影響も受けているという。

### 設定のみの『崖の上のポニョ』
宮崎が劇場公開以前に描いた初期ボードのポニョの姿は本作と異なっており、カエルのような姿をした魚という設定になっていた。人間姿のポニョの髪や衣装も全く異なっている。
ポニョが1人で宗介の家までたどり着き、宗介とリサの前に玄関で迎えられるという設定になっているが、本作の場面には描かれていない。その他にもポニョが宗介が描いたポニョの似顔絵を見つけて驚いたり、ポニョが宗介にぶたれて泣いたり（『となりのトトロ』のメイが泣いたシーンとよく似ている）、ポニョが宗介と一緒に海の中を泳いだり、ポニョが人間のままグランマンマーレの「魔法が使えなくなりますよ」という話を聞いて快く頷いている場面が設定されていたが、すべて没となった。

### 試写会、初日
一般公開前にスタジオ内にある映写室で、スタッフや知人の子供を集めて試写を行うも、子供達の反応は鈍く、宮崎は不安を抱えたまま公開日を迎える。本作の公開に合わせ、「公開カウントダウン「崖の上のポニョ」に秘められた謎」がPR番組として日本テレビ系列で2008年7月15日から18日まで放送された（後述）。
宮崎と親交の深い押井守監督の『スカイ・クロラ The Sky Crawlers』と時を同じくして公開されるのは鈴木敏夫が同時に公開しようと提案したため。鈴木は「かたや空、かたや海、時を同じくして似たようなのが出てくる。歩みは違ってもなんだかんだでずっと接点がある押井守との友情です」と語る。
東京の日比谷スカラ座での初日舞台挨拶の際、偶然にも震度3（宮城県で震度4）の地震が発生。津波注意報が出たことから宮崎は「ポニョがいる」とつぶやいた。キャラクターのモデルは、スタジオ内のスタッフやその子供たちで、その子育てを見ながら制作したので、新しく生まれてくる子供たちに向けた作品にしたという。
通常、舞台挨拶などのイベントはメイン劇場とされる劇場での公開初日の初回上映および2便上映のみだが、主題歌が大ヒットしたため、公開初日の初回上映で舞台挨拶を行った日比谷スカラ座で9月15日に「大ヒット御礼主題歌祭り」を行った。

## 公開カウントダウン「崖の上のポニョ」に秘められた謎
本作のPR番組として日本テレビ系列で2008年7月15日から18日まで放送されたミニ番組。
プレゼンターとして宮崎宣子（日本テレビアナウンサー）、ジブリアカデミー生徒として東貴博（Take2）、女優の柊瑠美、タレントの山田五郎、スタジオジブリからは鈴木敏夫が出演。第3回ゲストとして、本作の主題曲「崖の上のポニョ」の歌手・藤岡と大橋も出演している。
| 回次   | 放送日         | 放送時間（JST）                  | サブタイトル                           |
| ------ | -------------- | -------------------------------- | -------------------------------------- |
| 第1回  | 2008年 7月15日 | 00:29 - 00:44                    | 宮崎駿と夏目漱石の意外な関係           |
| 第2回  | 7月16日        | 00:44 - 00:59                    | 主人公の名前に隠された謎               |
| 第3回  | 7月17日        | 00:29 - 00:44                    | 主題歌決定に隠された謎                 |
| 第4回  | 7月18日        | 00:29 - 00:44                    | アフレコに隠された謎                   |
| 総集編 | 7月18日        | 14:55 - 15:50 （ドラバラPUSH枠） | 「崖の上のポニョ」に秘められた四つの謎 |

## 興行・賞歴

### 興行
2008年末までの興行収入は155億円、観客動員数は1280万人。スタジオジブリ作品の映画サイトとして史上最高の月間訪問者数100万人を達成。全米では『Ponyo』のタイトルで、ジョン・ラセター、キャスリーン・ケネディ総指揮、ブラッド・ルイス演出によるローカライズが行われたバージョンが2009年8月14日より公開。リーアム・ニーソン、ケイト・ブランシェット、マット・デイモンなどの映画スターが吹き替えを担当したことが話題となった。ジブリ映画としては過去最大となる927館一斉封切りが行われ、オープニング興収351万ドル、週末のBox Officeランキングで全米第9位を記録している。
全米での最終的な興行収入は約1500万ドル（『千と千尋の神隠し』の米国における興行収入の約1.5倍である）。全米で公開された日本アニメ映画の中では第5位の記録となっている。

### 受賞・ノミネート
- ヴェネツィア国際映画祭 ミンモ・ロテッラ財団賞
- 伊「CIAK」誌・観客賞
- 「フューチャー・フィルム・フェスティバル・デジタル・アワード」特別表彰
- 東京アニメアワード2009[25]
  - アニメーションオブザイヤー
  - 国内劇場部門優秀作品賞
  - 原作賞（宮崎駿）
  - 監督賞（宮崎駿）
  - 美術賞（吉田昇）
- 第32回日本アカデミー賞[26]
  - 最優秀アニメーション作品賞[27]
  - 最優秀音楽賞
  - 岡田茂賞（スタジオジブリ）
- 第63回毎日映画コンクール・大藤信郎賞
- 第3回アジア・フィルム・アワード・作曲賞
- 映画館大賞・第10位
- 第18回日本映画批評家大賞・映画音楽賞[28]
- 第8回映像技術賞
  - 株式会社スタジオジブリ・宮崎駿、奥井敦 (アニメーション)

## テレビ放送の視聴率
特記のない限り、放送日は金曜日に日本テレビ系列で放送されている『金曜ロードショー』での放送日時を示す。
| 回数 | 放送日時           | 視聴率 | 備考                               |
| ---- | ------------------ | ------ | ---------------------------------- |
| 1    | 2010年02月05日     | 29.8%  | 『金曜特別ロードショー』として放送 |
| 2    | 2012年08月24日     | 16.4%  |                                    |
| 3    | 2015年02月13日     | 15.2%  |                                    |
| 4    | 2017年09月22日     | 11.3%  |                                    |
| 5    | 2019年08月23日     | 12.5%  |                                    |
| 6    | 2022年05月06日     | 08.6%  | 『耳をすませば』から変更           |
| 7    | 2025年08月22日予定 | %      |                                    |

2022年5月6日は本来なら『耳をすませば』の放送が予定されていたが、諸事情により本作に差し替えられることになった。差し替え理由は公表されていないが、『耳をすませば』に出演していた高橋一生が裏番組のドラマ『インビジブル』（TBS・金曜ドラマ）に主演として出演しているため、裏被りを回避するためであると思われる。

## 関連作品・項目
- 人魚姫 - 映画全体のモチーフとなった。
- ニーベルングの指環 - ポニョの本当の名前の由来となったブリュンヒルデが登場する。宮崎は映画の構想中に楽劇『ニーベルングの指環』4部作の2作目「ワルキューレ」を聞いていたとのこと。また、映画ではワルキューレの第3幕の音楽「ワルキューレの騎行」を模した曲が使用されている。なお、同曲はフランシス・コッポラの映画『地獄の黙示録』でも使用されている。
- ポンポン船 - この映画のキーアイテムである。
- ノーチラス号 - フジモトが乗り組んでいた潜水艦。本編には登場しない。
- フジモトの乗っている鰭がついた船はカレル・ゼマンの『悪魔の発明』から。
- 鞆の浦 - この映画の舞台のモデルになったと言われている、広島県福山市の観光地。スーパー「2TOMO（鞆の津）」、「本瓦造船本社工場」、「沼名前神社」の幟、鞆の浦観光鯛網を髣髴とさせる場面などが劇中に登場する。鞆の浦埋立て架橋計画問題では、宮崎は「賛成派、反対派という立場では臨みたくない」と発言を避けてきたが、広島地裁判決での住民勝訴について「開発でケリがつく時代は終わった」とコメントを寄せた[14]。
- チキンラーメン - 袋麺を椀に入れ、熱湯を注いで3分。具材はネギ、ゆで卵、ハム。1958年発売。
- スカイ・クロラ The Sky Crawlers - 鈴木敏夫の提案で同時期に公開した映画。ポニョが海を、スカイ・クロラが空を描き対比させている。
- 三菱・ミニカトッポ - リサの愛車。他の車種ではないかとの意見も存在する[34]。

## 関連商品
2009年7月3日、製作ドキュメンタリーDVD・Blu-ray Discの「ポニョはこうして生まれた。〜宮崎駿の思考過程」と、「崖の上のポニョ 特別保存版」が音楽に関する許諾を取っていなかったことが発覚したため、12月に発売延期となった。なお、通常版のDVDは発売延期されていない。少数ながらVHSでも発売されている。2011年11月16日には高精細フルHDのアップコンバートと音質向上を施したブルーレイディスク版が発売。

### 作品本編に関するもの
映像ソフト
- 崖の上のポニョ DVD - ウォルト ディズニー スタジオ ホーム エンターテイメント（2009年7月3日）
  - 崖の上のポニョ特別保存版（初回限定生産） DVD - ウォルト ディズニー スタジオ ホーム エンターテイメント（2009年12月8日）
  - ポニョはこうして生まれた。～宮崎駿の思考過程～ DVD - ウォルト ディズニー スタジオ ホーム エンターテイメント（2009年12月8日）
  - DVD（宮崎駿監督作品集） - ウォルト・ディズニー・スタジオ・ジャパン （2014年7月2日発売）

- 崖の上のポニョ Blu-ray Disc - ウォルト・ディズニー・スタジオ・ジャパン（2011年11月16日）
  - 崖の上のポニョ特別保存版（初回限定生産） Blu-ray Disc - ウォルト ディズニー スタジオ ホーム エンターテイメント（2009年12月8日）
  - ポニョはこうして生まれた。～宮崎駿の思考過程～ Blu-ray Disc - ウォルト ディズニー スタジオ ホーム エンターテイメント（2009年12月8日）
  - Blu-ray Disc（宮崎駿監督作品集） - ウォルト・ディズニー・スタジオ・ジャパン （2014年7月2日発売）

出版
- 宮崎駿アニメはすごい!―『崖の上のポニョ』まですべての作品を読み解く（鹿砦社、2008年8月1日）ISBN 978-4-8463-0660-1
- 崖の上のポニョ（THIS IS ANIMATION）（小学館、2008年8月3日）ISBN 978-4-09-103813-5
- ジブリの森とポニョの海 宮崎駿と「崖の上のポニョ」（角川書店、2008年8月8日）ISBN 978-4-04-854225-8
- コンティニューvol.41「第1特集『崖の上のポニョ』とスタジオジブリの2008年」（太田出版、2008年8月19日）ISBN 978-4-7783-1144-5
- 崖の上のポニョ（徳間アニメ絵本）（徳間書店、2008年8月31日）ISBN 978-4-19-862573-3
- 崖の上のポニョ（スタジオジブリ絵コンテ全集16）（スタジオジブリ、2008年8月31日）ISBN 978-4-19-862571-9
- THE ART OF Ponyo on the Cliff by the Sea 崖の上のポニョ（スタジオジブリ、2008年9月1日）ISBN 978-4-19-810012-4
- 別冊カドカワ「総力特集 崖の上のポニョ featuring スタジオジブリ」（角川ザテレビジョン、2008年9月10日）ISBN 978-4-04-895028-2
- 崖の上のポニョ―フィルムコミック（1）（徳間書店、2008年9月15日）ISBN 978-4-19-770143-8
- 崖の上のポニョ―フィルムコミック（2）（2008年10月1日）ISBN 978-4-19-770144-5
- 崖の上のポニョ―フィルムコミック（3）（2008年10月15日）ISBN 978-4-19-770145-2
- 崖の上のポニョ―フィルムコミック（4）（2008年11月1日）ISBN 978-4-19-770146-9
- 崖の上のポニョ（ロマンアルバム）（徳間書店、2008年10月1日）ISBN 978-4-19-720257-7
- 崖の上のポニョ（スタジオジブリ編、文藝春秋〈文春ジブリ文庫 ジブリの教科書15〉、2017年11月）ISBN 978-416-8120138
- 崖の上のポニョ（文藝春秋〈文春ジブリ文庫 シネマ・コミック15〉、2019年5月）ISBN 978-416-8121142

音楽
- 崖の上のポニョ イメージアルバム 徳間ジャパンコミュニケーションズ（2008年3月）TKCA-73309
- 崖の上のポニョ サウンドトラック 徳間ジャパンコミュニケーションズ（2008年7月）TKCA-73340
- スタジオジブリ 宮崎駿&久石譲 サントラCD Boxset [Limited Edition] 徳間ジャパンコミュニケーションズ（2014年7月）